# بيتر كوستيلو (لاعب كرة قدم)
بيتر كوستيلو (بالإنجليزية: Peter Costello)‏ هو لاعب كرة قدم بريطاني، ولد في 31 أكتوبر 1969. لعب مع نادي بيتربورو يونايتد.